# Горенє (Постойна)
Горенє (словен. Gorenje) — поселення в общині Постойна, Регіон Нотрансько-крашка, Словенія. Висота над рівнем моря: 776,5 м.